# Cortelyou Road (Brighton Line)
Cortelyou Road is een station van de metro van New York aan de Brighton Line in het stadsdeel Brooklyn. Het station is geopend in 1905. Lijn  maakt gebruik van dit station.
 ·  ·  ·  ·  ·  ·  ·  ·  · 
Van noord naar zuid:
96th Street · 
86th Street · 
72nd Street · 
Lexington Avenue-63rd Street · 
57th Street · 
(49th Street) · 
Times Square-42nd Street · 
34th Street-Herald Square · 
(28th Street · 
23rd Street) · 
14th Street-Union Square · 
(8th Street · 
Prince Street) · 
Canal Street · 
DeKalb Avenue · 
Atlantic Avenue - Pacific Street · 
7th avenue · 
Prospect Park · 
Parkside Avenue · 
Church Avenue · 
Beverley Road · 
Cortelyou Road · 
Newkirk Avenue · 
Avenue H · 
Avenue J · 
Avenue M · 
Kings Highway · 
Avenue U · 
Neck Road · 
Sheepshead Bay · 
Brighton Beach · 
Ocean Parkway · 
West Eighth Street-New York Aquarium · 
Coney Island-Stillwell Avenue